# Joachim II von Maltzan
Joachim II von Maltzan (ur. 1559 w Sycowie, zm. 1625) – wolny pan stanowy Sycowa w latach 1569–1570/1571 oraz wolny pan stanowy Milicza od 1590 r.
Był najstarszym synem Jana Bernharda von Maltzan i Elżbiety. Rządy w jego imieniu sprawowała matka, która sprzedała wolne państwo Jerzemu von Braun, przenosząc się do Wrocławia.